# Londýnská zoologická společnost
Londýnská zoologická společnost (anglicky Zoological Society of London; zkratka ZSL) je původně londýnská učená společnost, založená v roce 1826 Sirem Thomasem Stamfordem Rafflesem, Sirem Humphrym Davym, Josephem Sabinem, Nicholasem Aylwardem Vigorsem a dalšími významnými vědci.  

## Aktivity a studie
Společnost se aktivně vyjadřuje k otázkám ochrany přírody a provozuje také Londýnskou zoologickou zahradu a Whipsnade Wild Animal Park. V roce 2016 např. uveřejnila spolu se Světovým fondem na ochranu přírody zprávu, ze které vyplývá, že od roku 1970 poklesl počet druhů ve světě o více než polovinu.